# Gare de Fuchū-Hommachi
La gare de Fuchū-Hommachi (府中本町駅, Fuchū-Hommachi-eki) est une gare ferroviaire de la ville de Fuchū, dans la préfecture de Tokyo, au Japon. La gare est exploitée par la  East Japan Railway Company (JR East).

## Situation ferroviaire
La gare de Fuchū-Hommachi est située au point kilométrique (PK) 27,9 de la ligne Nambu et au PK 28,8 de la ligne Musashino.

## Histoire
La gare a été inaugurée le 11 décembre 1928.

## Services aux voyageurs

### Accès et accueil
La gare dispose d'un bâtiment voyageurs, avec guichet, ouvert tous les jours.

### Desserte
- JN Ligne Nambu :
  - voie 1 : direction Kawasaki
  - voie 4 : direction Tachikawa
- JM Ligne Musashino :
  - voie 2 : trains terminus
  - voie 3 : direction Nishi-Funabashi